# Kulcsár Dávid
Kulcsár Dávid (Miskolc, 1988. február 25. –) magyar labdarúgó, aki jelenleg a III. Kerületi TVE játékosa. Egyszeres U21-es válogatott játékos, posztját tekintve középpályás.

## Pályafutása

### Ferencváros
Kulcsár 2003-óta a Ferencváros labdarúgója. Végigjárta a korosztályos csapatokat, amíg 2007-ben felkerült az akkor másodosztályban szereplő felnőtt gárdához. Akkor a csapat edzője Zoran Kuntić volt. Első mérkőzést a Fradi színeiben május 6-án játszotta, a Karcag ellen, csereként. Később még öt meccset játszott az ezüstérmesként végző csapatban.
Következett a 2007/08-as szezon. A gárda új edzőt kapott, Csank János személyében. Kulcsár az első meccsét, a Vecsés ellen játszotta. Első gólját a Ferencváros színeiben, 2007. november 19-én rúgta, a Baktalórántházának. Később betalált még a Makónak is. Ez volt az utolsó meccse Csanknak, utána Bobby Davison vette át az irányítást, akinél már csak két meccset játszott. Összesen 15 találkozón kapott bizalmat, és két góllal hálálta ezt meg. Végül bronzérmesként fejezték be a bajnokságot.
A 2008/09-es őszi szezonban még két mérkőzést játszott, mielőtt fél évre kölcsönadták volna a 2009. évi téli átigazolási időszakban, a szintén másodosztályú Vecsésnek. Kulcsár saját maga kérte kölcsönadását, a kevés játéklehetőség miatt.

#### Vecsés - kölcsönben
Első mérkőzését az új csapatában, március 7-én játszotta, a Vác ellen. A mérkőzésen végig a pályán volt. Első gólját, a következő fordulóban, az ESMTK-nak lőtte. A szezonban még egy gólt lőtt, a Bőcsnek. Összesen tizennégy meccsen szerepelt a tizenegyedikként záró vecsési csapatban. A Fradi feljutott az első osztályba.

### Ferencváros - újra
A nyáron visszatért az Üllői útra, hogy a 2009/10-es szezont, már itt kezdje el. Az első fordulóban, a Zalaegerszeg ellen gólpasszt adott, és a mezőny egyik legjobbja volt. A második NB1-es meccsén, a Nyíregyháza ellen újból gólpasszal vétette észre magát. Az őszi szezonban összesen tizenhárom meccsen játszott. A csapat gyenge őszi formája miatt, tavaszra leváltották Bobby Davisont, és az új edző Craig Short lett.

## Válogatott
Kulcsár 2010. március 3-án mutatkozott be a magyar U21-es válogatottban, egy Olaszország elleni Eb-selejtezőn. A keretbe két ferencvárosi labdarúgó került be, rajta kívül Megyeri Balázs is, de ő nem kapott szerepet a mérkőzésen, ellenben Kulcsárral, akit a 76. percben cserélt be a válogatott kapitánya, Egervári Sándor.

## Sikerei, díjai

### Ferencvárosi TC
Magyar másodosztály
- aranyérmes: 2008–2009
- ezüstérmes: 2006–2007
- bronzérmes: 2007–2008